# El Defensor del Noya
El Defensor del Noya va ser una publicació d'informació en català editada a Igualada entre els anys 1920 i 1921.

## Descripció i continguts
Portava el subtítol Setmanal independent.
La redacció i l'administració era a la rambla de Sant Pere Màrtir, núm. 19, i s'imprimia a la Impremta Moderna. Tenia vuit pàgines, a tres columnes, amb un format de 35 x 23 cm. El primer número va sortir el 4 de desembre de 1920 i l'últim, el 5, l'1 de gener de 1921.
A l'article de presentació deien que volien defensar la indústria igualadina perquè pogués «rivalitzar amb els més importants centres de producció catalana». També afegien: «La política la deixarem a segon terme. Perquè és evident que la política, les més de les vegades, és la principal causa que una ciutat no prosperi».
Hi havia informació local i comarcal, amb notícies curtes, poesies i articles sobre la crisi de la indústria de la pell, l'Ajuntament, les eleccions, costums tradicionals, etc.
Signaven alguns articles Doctor Folch, M. Morera, Òscar Lliró i E. Boixer.

## Localització
- Biblioteca Central d'Igualada. Plaça de Cal Font. Igualada (col·lecció completa).